# Christian Steltzer (Jurist, 1778)
Christian Friedrich Bernhard Steltzer, seit 1840 von Steltzer, auch Stelzer, (* 27. Oktober 1778 in Mansfeld; † 12. Februar 1848 in Halberstadt) war ein deutscher Jurist, Beamter und Richter.

## Leben

### Ausbildung
Christian Steltzer war Sohn des Kriegs- und Steuerrates zu Mansfeld Christian Friedrich Christoph Stelzer. Er erhielt seine schulische Ausbildung anfangs durch Privatunterricht, wechselte dann aber an das Gymnasium Quedlinburg. Durch die Versetzung seines Vaters nach Halle, der dort Kriegs-, Domänenrat und Stadtpräsident wurde, wechselte er an das Pädagogium Halle. Anschließend studierte er mit Abschluss Rechtswissenschaften an der Universität Halle.

### Juristische Laufbahn
Anfang 1800 trat Steltzer als Auskultator in den Staatsjustizdienst ein und wurde kurze Zeit nach seinem Antritt zum Regierungsreferendar an das Landesjustizkollegium Magdeburg berufen. Im Februar 1803 wurde im Zuge des Reichsdeputationshaupttreffens unter Leitung des Staatsministers Friedrich Wilhelm von der Schulenburg-Kehnert eine Kommission nach Hildesheim und Paderborn geschickt, welcher Steltzer angehörte. Während der Zeit in der Kommission erfolgte die Beförderung zum Assessor. Nach Auflösung der Kommission Ende 1804 war er Kriminalrat und Inquisitor am neu errichteten Inquisitoriat in Hildesheim. Mit der „Fremdherrschaft“ 1808 wurde er zum Procureur du Roi (Staatsanwalt) am neu errichteten Distriktstribunal Halle ernannt, welcher er bis nach den Befreiungskriegen blieb.
Anfang 1815 erfolgte die Ernennung zum Oberlandesgerichtsrat zu Halberstadt und mit gleichem Titel ab 1817 am neu errichteten königlichen Oberlandesgericht zu Naumburg an der Saale. Mitte 1821 erfolgt die Annahme des Gnadengesuchs des preußischen Königs, welches aufgrund der Arbeiten Steltzers unter der französischen Besetzung nötig war. Mit der Beförderung zum Geheimen Obertribunalrat wechselte er Mitte 1823 nach Berlin. Dort war er Konsulent am königlichen Finanzministerium und zusätzlich für die Justizvisitation des königlichen Oberlandesgerichts Posen verantwortlich.
Ende 1830 folgte die Ernennung zum Oberlandesgerichtspräsidenten in Hamm, welche er aber nicht antrat und in Berlin blieb, um im März 1831 durch Kabinettsorder Präsident des königlich-preußischen Oberlandesgerichts in Halberstadt zu werden. Er blieb bis zu seinem Tod in Halberstadt, obwohl er auch weit bedeutendere Posten, z. B. am königlichen Oberlandesgericht Stettin, angeboten bekam.
Von 1834 bis 1836 war er für das Königreich Preußen Spruchmann in der Bundesversammlung.

### Familie
Von 1805 an war er in erster Ehe mit Wilhelmine Juliane (Jule) Reichardt (1783–1839) verheiratet. Henrich Steffens benennt im Band 5 seiner Aufzeichnungen die Verbindung der beiden und berichtet von einer Gegebenheit, wo eine geladene Pistole von Steffens aus Unwissenheit von der zukünftigen Frau Steltzer zum Einschlagen eines Nagels in die Wand verwendet werden sollte und Christian Steltzer sie im letzten Moment davon abhalten konnte. Sein Schwiegervater Johann Friedrich Reichardt bemerkt zur Trauung, dass der Pastor „...seine [Stelzers] Würde bis zu der eines französischen Policeicommissarius [steigerte]...“.
Anfang 1805 beherbergt Steltzer den nach Hamburg fliehenden Steffens in Hildesheim.
Am 15. Oktober 1840 wurde Steltzer in den Adelsstand erhoben.
Er war ab 1841 in zweiter Ehe mit Karoline Steltzer, der Tochter seines Bruders, verheiratet und hatte insgesamt vier Kinder aus den zwei Ehen.
Christian Steltzer starb am 12. Februar 1848 unerwartet an einem Schlaganfall.
Zu den Nachfahren gehören z. B. Edmund von Borck und der Oberpräsident von Sachsen Karl Wilhelm von Klewitz.

## Wappen
In Gold auf einer roten, den Schildfuß einnehmenden Mauer eine Bachstelze, welche im Schnabel ein grünes Kleeblatt hält.

## Bedeutung (Auswahl)
- Vorschlagsrecht für Beförderungen, für Verleihungen von Ordens- und Ehrenzeichen
- Auf- und Ausbau von Gerichtshäusern und Gefängnissen
- Revisionen (z. B. Untersuchung des königlichen Oberlandesgerichts Paderborn) und Rechtspflege

## Werke (Auswahl)
- Mitautor: Welche Familienmitglieder sind bei Errichtung eines Familienschlusses über ein Fideikommißgut zuzuziehen?, Jahrbücher für die Preußische Gesetzgebung, Rechtswissenschaft und Rechtsverwaltung, Band 40, Hitzig, 1832

## Auszeichnungen (Auswahl)
- Roter Adlerorden dritter Klasse mit Schleife
- Mitglied bei Die Gesetzlose Gesellschaft Berlin
- 1834 bis 1838: gemeinsam mit Graf von Hardenberg, für Preußen ernannter Spruchmann des deutschen Bundes
- 1836: Roter Adlerorden zweiter Klasse mit Eichenlaub[8]
- 1837: Ehrenbürger der Stadt Halberstadt

## Trivia
- Im Jahr 1832 spendete Steltzer über 10 Goldmünzen zur Unterstützung der in Magdeburg durch Cholera betroffenen Bewohner.[9]
- Im Gleimhaus Halberstadt (Inventar-Nr. PA3_14-35) ist eine Lithografie erhalten, welche Steltzer zeigt: Bildnis
- Am 22. August 1842 beherbergte er den König von Preußen und die Königin in seiner Wohnung.[10]